# A nők elleni erőszak megszüntetésének világnapja
A nők elleni erőszak megszüntetésének világnapja elnevezésű emléknapot a nők elleni erőszak felszámolásáért küzdő aktivisták már 1981 óta november 25-én tartják. E napon ölték meg a Mirabal nővéreket – a Dominikai Köztársaság emberi jogi aktivistáit – Rafael Trujillo dominikai diktátor parancsára. 
A nők ellen világszerte követnek el nemi erőszakot, családon belüli erőszakot és az erőszak egyéb formáit. A téma nagyságrendje és valódi természete gyakran rejtve marad. Az ENSZ közgyűlése 1999. december 17. óta  nyilvánította e napot a nők elleni erőszak megszüntetésének nemzetközi napjává (54/134. határozat). Az ENSZ felkérte a kormányokat és nemzetközi szervezeteket, hogy e napon figyelemfelhívásul szervezzenek programokat. 
Az UNIFEM (az ENSZ Női Fejlesztési Alapja) is e témát helyezi tevékenységeinek középpontjába az emléknapon.
Minden év november 25-én NANE Egyesület a Néma Tanúk nevű csendes felvonulással emlékezik a nők elleni erőszak áldozataira.